# 片田敏孝
片田 敏孝（かただ としたか、1960年11月19日 - ）は、日本の工学者。防災研究者。群馬大学名誉教授。東京大学大学院情報学環特任教授。日本災害情報学会会長。

## 略歴・人物
- 1960年（昭和35年） - 岐阜県恵那郡加子母村（現：中津川市）生まれ
- 1981年（昭和56年） - 岐阜工業高等専門学校卒業
- 1983年（昭和58年） - 豊橋技術科学大学工学部卒業
- 1985年（昭和60年） - 豊橋技術科学大学大学院工学研究科修士課程修了
- 1985年（昭和60年） - 三井情報開発株式会社入社
- 1990年（平成2年） - 豊橋技術科学大学大学院工学研究科博士課程修了
- 1990年（平成2年） - 東海総合研究所研究員
- 1991年（平成3年） - 岐阜大学工学部土木工学科助手
- 1993年（平成5年） - 名古屋商科大学商学部専任講師
- 1995年（平成7年） - 群馬大学工学部建設工学科講師
- 1997年（平成9年） - 群馬大学工学部建設工学科助教授
- 2000年（平成12年）4月 - 京都大学防災研究所客員助教授（2001年（平成13年）9月まで）
- 2001年（平成13年）4月 - 米国ワシントン大学客員研究員（2002年（平成14年）3月まで）
- 2005年（平成17年） - 群馬大学工学部建設工学科教授
- 2007年（平成19年） - 群馬大学大学院工学研究科社会環境デザイン工学専攻教授（所属名称変更）（2017年（平成29年）3月まで）
- 2010年（平成22年） - 東京大学大学院工学系研究科客員教授
- 2010年（平成22年） - 豊橋技術科学大学客員教授
- 2010年（平成22年） - 静岡大学工学部客員教授
- 2010年（平成22年）より広域首都圏防災研究センター・センター長を務める
- 2017年（平成29年） - 群馬大学名誉教授　東京大学大学院情報学環特任教授

## 研究分野
主に自然災害に対する防災研究、とりわけ、ハザードマップの作成など自然災害のシミュレーションや、災害時の情報伝達などの研究を専門とする。特に、最近は「避難勧告を出しても避難しない人たち」に対する対策の立案研究にも取り組んでいる。岩手県釜石市防災・危機管理アドバイザー（2004年から）。2014年現在6市のアドバイザー。
2014年現在は、津波災害ではなく「台風・高潮災害」を日本の最重要課題として研究を進める。

## 受賞歴
- 2000年（平成12年） - 横山科学技術賞「自然災害への社会的対応に関する総合的研究」
- 2000年（平成12年） - 日本自然災害学会学術賞「河川洪水時の避難行動における洪水経験の影響構造に関する研究」
- 2002年（平成14年） - 国際自然災害学会賞（2002 Mohammed El-Sabh Award）受賞「An Estimation Method of Human Damage Due to Tsunami Inundation Flow」
- 2002年（平成14年） - 土木学会論文賞「河川洪水に対する住民の災害情報理解と避難行動に関する総合的研究（総合題目）」
- 2007年（平成19年） - 平成19年度科学技術分野の文部科学大臣表彰科学技術賞「津波総合シナリオシミュレータを用いた津波防災の理解増進」
- 2012年（平成24年） - 防災功労者内閣総理大臣表彰「釜石の奇跡」
- 2013年（平成25年） - 宮沢賢治賞・イーハトーブ賞

## メディアへの出演
- 2011年（平成23年）3月11日 に起こった東日本大震災により、「NHKニュースおはよう日本」、「生活ほっとモーニング」「総力報道!THE NEWS」（2009年（平成21年）9月25日、「伊勢湾台風」の特集）などへ出演した。
- 2014年（平成26年）2月16日から3月2日まで、「土木チャンネル」で藤井聡（内閣官房参与）と対談をした[5][6][7]。
- NHKスペシャル「津波避難 何が生死を分けたのか」（2021年3月6日、NHK）[8][9]